# La Merced (Caldas)
La Merced es un municipio colombiano situado en el noroccidente del departamento de Caldas. Se caracteriza por poseer un clima templado y por ser bañado por el Río Cauca en su extremo occidental.

## Toponimia
Su nombre hace honor a la Virgen de las Mercedes, al igual que el de su iglesia: "Parroquia Nuestra Señora de las Mercedes", perteneciente a la Arquidiócesis de Manizales.

## Historia
Antes de la llegada de los colonizadores europeos en el siglo XVI, La Merced pertenecía a la provincia de la cultura indígena Pozo, tras los cruentos encuentros entre estos con los indígenas quedaría despoblada hasta la colonización antioqueña siendo ruta comercial entre resguardos y encomiendas de territorios aledaños.
Debido a la importancia de la ruta comercial se empezaron a construir viviendas y posadas durante el siglo XIX que fueron tomando importancia en el Alto del Tambor, el Alto de Sion (actual cabecera municipal) y el Alto de Llanadas o Alto del Requintadero.
Desde la creación del municipio de Salamina las actuales tierras de La Merced pertenecieron a este, obteniendo la categoría de corregimiento en 1910 y de corregimiento especial el 25 de septiembre de 1948 por parte del Consejo de Salamina mediante el Acuerdo número 50. 
Los pobladores del corregimiento lucharon por su independencia como municipio durante décadas, hasta que el 21 de octubre de 1969 la Asamblea Departamental de Caldas autorizara la creación del municipio a través de la Ordenanza número 001, que no pudo ser sancionada por el gobernador departamental debido a que los dirigentes del municipio de Salamina la impugnaron ante el Tribunal de lo Contencioso Administrativo, quien suspendió el acto acusado. Tras una apelación a la decisión del Tribunal de lo Contencioso Administrativo el Consejo de Estado intervino y falló a favor de la creación del municipio de La Merced el 19 de julio de 1973.

## Geografía
Se encuentra enclavado en la cordillera central de los Andes en el noroccidente del país. Limita al norte con Pácora, al oriente con Salamina, al sur con Filadelfia y Aranzazu y al occidente con Supía y Marmato (separado de estos dos por el Río Cauca).

## División Político-Administrativa
Aparte de su Cabecera municipal. La Merced tiene bajo su jurisdicción los siguientes Centros poblados:
- El Limón
- El Tambor
- La Felisa
- Llanadas
- San José

Además, el municipio está compuesto con las siguientes veredas:
Calentaderos, El Palo, El Yarumo, Fontibón, La Chuspa, La Quiebra de San Isidro, Maciegal, Naranjal, Peñarrica, Buenos Aires, La Argentina, San Martín de Porres, Travesías.

## Educación
En el casco urbano se encuentra la Institución Educativa Monseñor Antonio José Giraldo Gómez, en honor al personaje del mismo nombre, es de modalidad académica y está dividida en tres secciones para primaria y secundaria, originalmente se trataba de la Escuela Santa Teresita (demolida parcialmente en 1993) y la Escuela Francisco José de Caldas que ahora se denomina Bloque A. La Institución Educativa cuenta con una banda sinfónica estudiantil, sala de computación, aula máxima, sala de idiomas y audiovisuales.
En su área rural existen importantes instituciones o colegios de modalidad agropecuaria: Institución Educativa Llanadas, Institución Educativa La Felisa y la Institución Educativa El Limón, además existen escuelas en casi todas las veredas para educación básica primaria y, en algunos casos, grados de educación secundaria en su fase preliminar (hasta noveno grado).

## Símbolos

### Escudo
Está dividido en dos cuarteles horizontales, separados entre sí por una cinta que lleva el nombre de “LA MERCED”. El cuartel superior lleva los colores azur (azul) y sinople (verde), y en su fondo se observa a la izquierda el sol del ocaso. A la derecha, la cordillera, y al pie de ella, las figuras de un tigre y un toro. En el cuartel inferior se observa la base de un tallo del árbol de café; de él desprenden cuatro ramas de café graneadas. Las ramas se extienden alrededor del escudo, sirviéndole de marco

### Bandera
El amarillo, que ocupa la banda superior, simboliza además del sol que siempre es radiante, la riqueza, y la paz en todas sus gentes. Representa además el sacrificio, compensado con la variedad de productos naturales, fruto del trabajo consagrado.
El color verde, que ocupa la banda inferior de la bandera, nos da a conocer la firme esperanza en el fruto; también representa la fertilidad de las tierras municipales, donde la agricultura y la ganadería son rubro básico en la economía local.